# Alexander Milošević
Goran Alexander Sjöström Milošević, född 30 januari 1992 i Solna, är en svensk fotbollsspelare som är klubblös. Han är uppvuxen i Stockholmsförorten Rissne. Han spelar även för det svenska herrlandslaget och har tidigare spelat för Sveriges U21-landslag, Sveriges U19-landslag och Serbiens U17-landslag. 
Milošević utsågs på Fotbollsgalan 2011 till årets nykomling med motiveringen "Från division 1 till ordinarie plats i en storklubb och U21 på en säsong, och i en 'erfarenhetsposition'. Stark defensiv, bra attityd – en ny storback på gång!".

## Klubblagskarriär

### Tidig karriär
Milošević började spela fotboll i Rissne IF och bytte som åttaåring klubb till Vasalunds IF. Han spelade fram tills han var 17 år som anfallare, innan han först bytte till en position som central mittfältare och sedan till mittback där han fick sitt genombrott. Under säsongen 2010 gjorde han fem mål för Vasalunds IF, varav ett på straffspark.

### AIK
Milošević skrev den 1 februari 2011 på ett kontrakt med AIK för fyra år efter en lång process mellan Miloševićs dåvarande klubb Vasalunds IF och AIK som kom fram till en lösning som gynnade båda parter.
Milošević är mittback, men har även spelat som mittfältare i matcher under tiden i Vasalunds IF. Hans första allsvenska match från start var den allsvenska hemmapremiären mot Mjällby AIF den 4 april 2011, en match som slutade 3-0. 19-åringen uppmärksammades extra denna match, men inte endast för sin insats där han blev utnämnd till matchens spelare, utan även på grund av den våldsamma spark han tilldelades i huvudet av Mjällbys Peter Gitselov. Den 22 april 2012 gjorde han ett spektakulärt mål då han med ett långskott från 42,2 meter gjorde mål i hemmamatchen mot GIF Sundsvall.
Den 2 april 2014 förlängde han sitt kontrakt med AIK fram över säsongen 2016. Den 7 januari 2015 meddelade AIK att man sålt Milošević till den turkiska klubben Beşiktaş JK.

### Beşiktaş
Den 7 januari 2015 tecknade Milošević på ett 3,5-årskontrakt (med möjlighet att förlänga ytterligare två år) med den turkiska klubben Beşiktaş. Beskias ska ha betalat AIK en avgift på 1 miljon euro.
Den 18 december 2017 bröt Besiktas och Milošević kontraktet ömsesidigt.

#### Lån till Hannover 96
Han lånades ut till det tyska Bundesligalaget Hannover 96 den 1 februari 2016, ett avtal som skulle sträcka sig resten av säsongen.

#### Lån till Darmstadt
Den 17 augusti 2016 skrev Milošević på ett säsongslångt låneavtal med Bundesliga-laget SV Darmstadt 98. Han sa då: "Alla som har spelat i Bundesliga vill stanna där."

#### Lån till Çaykur Rizespor
Den 8 september 2017 lånades han ut till Çaykur Rizespor. Han fanns sig dock inte rätta i klubben så den 13 december 2017 avslutades hans låneavtal.

### AIK
Den 28 februari 2018 meddelade AIK att de hade undertecknat ett avtal med Milošević till och med den 31 december 2018.
Milosevic spelade i 27 matcher när AIK vann Allsvenskan 2018 samma säsong. Tack vare sina framgångar med backpartner Robin Jansson flyttade Milosevic utomlands ännu en gång, men denna gång till de brittiska öarna.

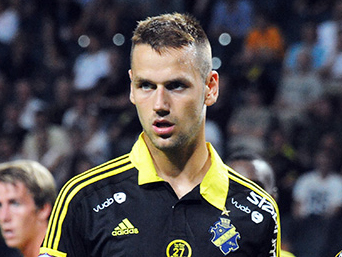
Milošević i AIK, 2014.

### Nottingham Forest
Den 1 februari 2019 kom Milosevic överens med Nottingham Forest om ett avtal på 18 månader. Han spelade 12 matcher i Championship 2018/2019. Under säsongen 2019/2020 fick han ingen speltid och den 28 oktober 2019 kom Milošević och Nottingham Forest överens om att bryta kontraktet.

### Vejle BK
Milošević skrev den 29 juli 2020 på ett tvåårskontrakt med Vejle BK.

### AIK
Den 29 mars 2021 meddelade AIK att man hade kommit överens med Milošević om ett avtal som sträckte sig över 2021 plus ytterligare två optionsår. Detta blev alltså Milosevic tredjegång som han återvände till AIK. Han gjorde sin comeback den 12 april 2021 i den första Allsvenska matchen för säsongen 2021. AIK vann med 2–0 mot nykomlingarna Degerfors IF på Friends Arena.
Milosevic var samma säsong en av målskyttarna när AIK besegrade Djurgårdens IF med 4-1 i tvillingderbyt.

## Landslagskarriär

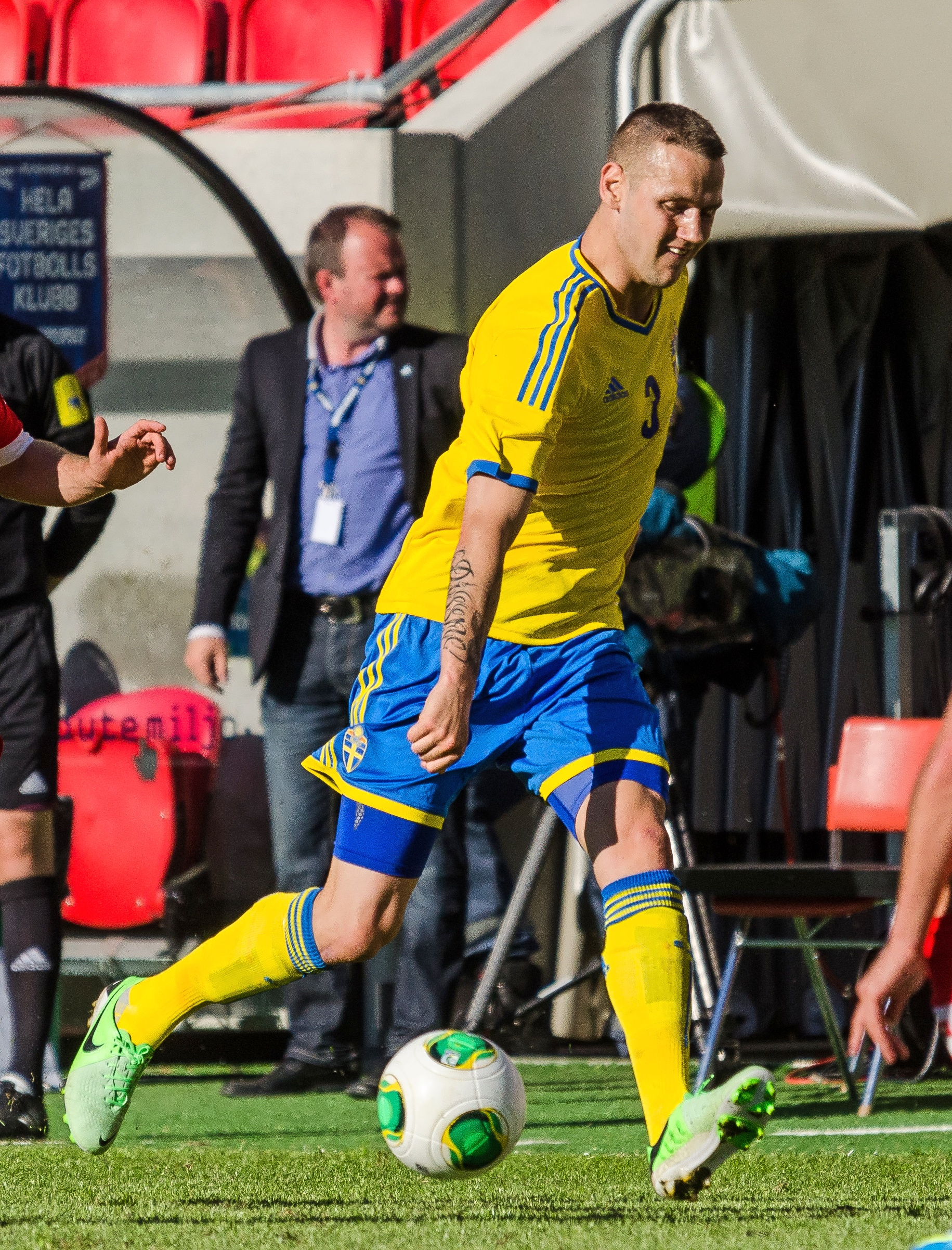
Milošević 2013 i en landskamp med U21-landslaget mot Schweiz.

I mars 2010 var han med på det landslagsläger som förbundskapten Hans Lindbom höll för spelare födda 1992 på Bosön och blev senare uttagen till det P19-landslag som i La Manga spelade en fyrnationsturnering. Han har representerat det svenska U21-landslaget under förbundskapten Håkan Ericson och även spelat för det svenska A-landslaget. Milošević tog U21-EM guld 2015.
Under hösten 2014 var han en ledande spelare och lagkapten då det svenska U21-landslaget under dramatiska former kvalificerade sig för nästa sommars EM-slutspel i Tjeckien. I det första playoff-mötet mot Frankrike förlorade Sverige med 0–2 i Le Mans, men hemma på Örjans Vall i Halmstad säkrade man avancemanget efter ett avgörande 4–1-mål i den 88:e matchminuten.

## Länkar
- Alexander Milosevic på AIKstatistik.se